# Ficus ventricosa
Ficus ventricosus, tên tiếng Anh: Swollen Fig Shell, là một loài ốc biển, là động vật thân mềm chân bụng sống ở biển thuộc họ Ficidae.

## Miêu tả
Loài này có kích thước giữa 70 mm và 150 mm

## Phân bố
Chúng phân bố ở Biển Cortèz dọc theo México và ở Thái Bình Dương dọc theo Peru.